# CRぱちんこ冬のソナタ2
CRぱちんこ冬のソナタ2（シーアールぱちんこふゆのソナタ2）は、韓国ドラマ冬のソナタをモチーフとし、2008年に京楽産業.から発売されたデジパチタイプのパチンコ。

## 概要
本機は、京楽産業.から2006年に発売された冬のソナタをモチーフとしたタイアップ機『CRぱちんこ冬のソナタ』の後継機であり、2008年4月に発売された。京楽産業.では初の「潜伏確変」が搭載されている。入賞口別抽選を採用し、通常時は2R確変大当たりの比率が高くなっている。保留消化は電チュー入賞が先に消化されるため、高確率・時短中は電チューからの抽選がメインとなり15R確変の比率が通常時よりアップする。
台枠は、『CRぱちんこ必殺仕事人III』より採用されている"STADIUM"枠を使用。なお、本機用の白を基調とした新しい"STADIUM"枠も合わせて発売された。
2008年9月、冬ソナファン感謝祭として甘デジタイプの"SweetVersion"を新たに発売した。
京楽でこのようなミドルスペックとロースペックの2種類を発売するのは『CRぱちんこチェッカーズ』以来である。

### スペック

#### CRぱちんこ冬のソナタ2 MY63TF2
- 賞球数 3&10&14
- 大当たり確率：1/299.13（低確率）→1/33.24（高確率）
- 小当たり確率：1/299.13（ヘソ入賞）、1/797.1（電チュー入賞）
- 確変割合：62.8%
  - ヘソ入賞　15R確変：37.2%、2R確変（電サポあり）：10.0%、2R確変（電サポなし）：15.6%
  - 電チュー入賞　15R確変：48.4%、2R確変（電サポあり）：14.4%、2R確変（電サポなし）：0%
- 大当たりラウンド：15ラウンド・8カウント
- 特賞出玉：約1450個
- 時短：全ての大当たり終了後100回転

#### CRAぱちんこ冬のソナタ2 L2（SweetVersion）
- 賞球数：3&10
- 大当たり確率：1/99.1（低確率）→1/11.52（高確率）
- 小当たり確率：1/330（ヘソ入賞）、1/991（電チュー入賞）
- 確変割合：62.8%
  - ヘソ入賞　7R確変:38.0%、2R確変（電サポあり）：8.8%、2R確変（電サポなし）：16.0%
  - 電チュー入賞　7R確変：58.0%、2R確変（電サポあり）：2.4%、2R確変（電サポなし）：2.4%
- 大当たりラウンド：7ラウンド・8カウント
- 特賞出玉：約470個
- 時短：全ての大当たり終了後30回転

※保留は電チュー入賞を先消化

#### 携帯版実機アプリ
2008年6月にはNTTドコモ・au・softbank向けの携帯サイト「京楽サプライズ」で実機シミュレーションのCRぱちんこ冬のソナタ2 MY63TF2のアプリの配信を開始した。現在、社会人編、学生編、恋愛編が配信されているがバージョンアップで連結して楽しむことが可能となる。実機との相違点は現在の時点で下記の通り。
- デートチャンスが省略されている。
- Pフラッシュ発生での確変大当たりが発生しないことがある。
- チャンスボタンの演出は恋愛モードのハングル文字のみ。
- 実写系リーチに発展したときは信頼度50%オーバーの初雪リーチ・雪だるまリーチになる。
- リーチハズレ後の降雪リーチと枯葉リーチが省略されている。
- 恋愛モード中の赤ハングル予告で当れば確変大当たりだが、携帯版だと確変大当たりしないことがある。
- 著作権・肖像権の絡みからラウンド時の映像や曲が省略されている。
- 玉ちゃん、タヌ吉くん、夏川純らプレミアキャラクターは登場していない。

（2008年9月現在）

### 図柄
確変図柄
- 3：ユジン（学生時代）
- 7：チュンサン（ミニョンの学生時代）
- 冬：サンヒョク
- ソ：ユジン（社会人）
- ナ：ミニョン
- タ：チェリン

チャンス（通常）図柄
- 1：チヌ（サンヒョクの父）
- 2：チンスク
- 4：ヨングク
- 5：ミヒ（ミニョンの母）
- 6：キム次長
- 8：チョンア

## 役モノ
新・メガポラリス
前作の目玉ギミックであったメガポラリスが本機にも搭載された。画面右にある星の形をしたギミックが回転し、画面上に飛び出す。様々なタイミングで激アツや大当たりを予告する。
新・樹氷ギミック
センター画面の上部に設置された、木の枝をモチーフとしたギミック。木が振動して画面内に雪を降らせる。
新・雪だるまギミック
画面の下から雪だるまが起き上がる。左右の雪だるまがキスをすれば、様々な場面で期待度アップとなる。
新・ビッグハートランプ
前作では画面左に設置されていたハートランプが、今作では画面全体を包み込む形となっている。

## 予告演出

### 社会人モード・学生モード
ステップアップ予告
社会人モードステップアップ予告
1. バス登場
2. ユジンがバスから降車。サンヒョクがユジンを連れ去る。
3. ユジンが画面外にいるミニョンを発見。（リーチ確定）
4. ユジンと画面内に現れたミニョンが見つめあい、ハートに包まれる。（スーパーリーチ確定）

バスとユジンのマフラーの色は3種類あり、白<赤<ゼブラの順に期待度がアップする。
また、ステップ1でバスではなくサンヒョクやチェリンの車が登場することもある。その際の色柄チャンスアップは、サンヒョクのマフラーの色、チェリンの服の色となっている。
ステップ2で、サンヒョクではなくチェリンが登場すれば、ステップ3以上が確定する。
ステップ3で、見つけたのが実写のミニョンならプレミアム。
ステップ3で、ミニョンではなくチェリンが登場することがあるが、この場合はステップ2扱いとなる。
学生モードステップアップ予告
1. ユジンが画面左に登場
2. 自転車に乗ったチュンサンが画面を横切る
3. ユジンが画面外にいるチュンサンを発見。（リーチ確定）
4. ユジンと画面内に現れたチュンサンが見つめあい、ハートに包まれる。（スーパーリーチ確定）

社会人モードでのバスの色の予告は、チュンサンの自転車の色に対応している。
ステップ3で、チュンサンではなくサンヒョクやゴリラ先生が登場することがあるが、この場合はステップ2扱いとなる。
左からチェリンが現れた場合、ステップ3以上が確定し、信頼度がアップ。
樹氷ウィンドウステップアップ予告
画面中央にチャンスボタンが現れ、チャンスボタンを押すと画面上の樹氷ギミックが振動し、画面内にウィンドウが現れる。予告はステップ1からステップ4まであり、ステップアップするごとにウィンドウが拡大する。ステップ3まで行けばリーチ確定。ステップ4でハイチャンスとなる。この際、ウィンドウの枠の色によって期待度が変化する（銀<金<ピンク<ゼブラ）。金枠以上で実写系リーチへの発展が確定する。ゼブラ枠なら期待度が大幅アップする。
樹氷ギミックステップアップ予告
樹氷ギミックが振動し、リーチ期待度を予告する。ステップ1から3まであり、ステップ3まで行き画面内に大きな雪の結晶が降り注げばリーチ確定。ステップ3で赤い雪の結晶が降り注げば、実写系リーチへの発展が確定し期待度大幅アップとなる。
この予告は他の様々な予告と複合するが、新・連続すべり予告中にステップ3が発生した場合、その回転でのリーチ成立が濃厚となる（たとえばすべり予告3回目にステップ3まで行けば、そのすべり予告3回目でリーチ成立する可能性が高い）。
雪だるまステップアップ予告
雪だるまギミックが左、右の順で起き上がり、二つが向き合いチャンスボタンを押すと、ハート枠の中にアイテムや実写ムービーなどが表示される。実写ムービーだと、スーパーリーチが確定し期待度アップとなる。
雪だるまギミックの色が変化することがあり、白<赤<レインボーの順に期待度がアップする。レインボーならハイチャンス。
リーチが確定している変動で、雪だるまギミックが向き合わなかった場合は新・連続すべり予告継続濃厚となる。
新・連続すべり予告
変動中、右図柄がすべり、中絵柄にミニョンまたはチュンサンの図柄が停止し、中絵柄がスパークする。
回数が続けば続くほど期待度がアップする。
すべり予告2回目から青→黄→赤とポラリスの色が変化する。3回目でリーチがかかればアニメ系以上のスーパーリーチ確定、4回目ならば実写系リーチへの発展が確定しハイチャンスとなる。たまにすべり予告2回目から黄・赤のポラリスの色になるが、その場合は黄ならばすべり３回、赤ならばすべり4回が確定する。すべり予告5回目が発生し、ポラリスがレインボーに光れば確変大当たり確定となる。
すべり予告2回目までは、リーチがかからないガセがあるが、他のリーチ確定予告と複合すればその時点ですべり予告3回以上の発展が確定する。また図柄がリーチになりかけて右図柄が滑った場合はリーチ確定となる（例外的に、この場合はポラリスの色は白のままである）。
ポラリスフラッシュ予告
変動中、突然パキーンという激しい効果音と共にポラリスが白くフラッシュすればスーパーリーチが確定する。新・連続すべり予告が複合することもある。信頼度は、通常の連続すべり予告と同じである。
ウィンドウ会話予告
画面下に会話ウィンドウが出現し、キャラクターの顔とセリフ（ハングル文字）が出現する。チャンスボタンを押すと、その会話の返答が表示され、日本語訳も表示される。前作では会話が成立すればリーチ確定だったが、本作では内容によってはリーチにならないことがある。
セリフが赤く変化すればスーパーリーチ確定のチャンスアップで、2人ともセリフが赤くなればハイチャンスとなる。
セリフがはじめから日本語なら実写系リーチ確定で期待度アップ。
更にセリフがはじめから日本語で赤ければ期待度大幅アップとなる。
青文字会話（カタカナ表記）、2人目が二言目のセリフを喋り枠が金になればプレミアム。
ハングル予告
変動中に画面が暗転し、白文字のハングル文字が出現する。チャンスボタンを押すと、ハングル文字の読みと翻訳が表示される。
チャンスボタンを押した際に文字の色が変わればチャンスアップ（緑<赤）となる。
出現すれば大当たり確定のプレミアハングル文字も存在するが、前作『CRぱちんこ冬のソナタ』でプレミアムだったものが、本作では大当たり確定ではない文字も存在する。
群予告
リーチ後に、キャラクターの群が画面を横切れば信頼度大幅アップ、ならびに実写系リーチへの発展が確定する。
社会人モードでは「ミニョン群」、学生モードでは「ユジン・チュンサン群」が発生する。
また、雪だるまステップアップとセットで「雪だるま群」が発生することがあり、こちらは期待度50%オーバーの激アツ演出となっている。雪だるまステップアップ予告以外の予告から雪だるま群が発生した場合は大当たり確定。
各モード共通で、全てのアニメキャラが画面を横切る「オールキャスト群」が発生した場合はプレミアム。
図柄ボイス予告
リーチ後に、リーチ図柄内のキャラクターが喋る。内容は「リーチ」、「チャンス」、「激アツ！」、「おめでとう！」の4種類があり、「激アツ！」なら期待度50%オーバーとなり、「おめでとう！」なら大当り確定のプレミアム。
小キャラ予告
小キャラにはそれぞれ役割があり、リーチ信頼度に影響する場合があるまた、モードによっても出現する小キャラと、その役割が変化する。小キャラが大きいとプレミアム。
- 鳥・・・青い鳥が登場すればリーチ確定。
- 仔犬・・・黒犬登場で左図柄の「すべり」濃厚で連続すべり予告のチャンス。親子犬ならリーチ確定。
- 月・・・背景に月が現れれば左図柄が確変図柄で停止。左図柄に通常図柄が停止してリーチがかかれば法則崩れで大当り確定。
- 飛行機・・・出現時にリーチがかかれば期待度大幅アップ。
- 背景固有小キャラ・・・背景に普段は登場しない船や自転車などの小キャラが登場すれば実写系リーチへの発展が確定。金色の小キャラならプレミアム。

名シーンカットイン予告
変動中に、突如背景に冬のソナタのワンシーンがカットインすれば、実写系リーチへの発展が確定し、期待度大幅アップとなる。中には出現しただけで確変大当たりが確定するプレミアムも存在する。京楽キャラや、ミスサプライズ（小倉優子・眞鍋かをりなど）がカットインした場合も確変大当たり確定となる。
タイトルカットイン予告
変動中に、背景にドラマのタイトルがカットインすれば、実写系リーチ確定となり期待度大幅アップ。基本は、出現タイトルに対応した実写系リーチに発展するが、対応していないリーチに発展すれば法則崩れとなり、大当たり確定となる。ハングル予告と複合することもある。
アルバム予告
ノーマルリーチから、アニメ系・実写系リーチに発展する際に閉じるアルバムの色で期待度が変化する（緑<紫<赤<黒）。黒アルバムなら、実写系リーチの発展が確定する。また表紙に「1966」と書かれた緑色の古びたアルバムが出現すれば、プレミアムリーチへの発展が確定し確変大当り確定となる。
群予告と黒アルバム予告とメガポラリス作動が複合すれば大当たり確定となるため、群予告出現後、または黒アルバム出現後、アニメ系リーチが選択されるとメガポラリス作動が確定して大当たり確定となる。
また黒以外のアルバムでは、アルバム右下のシンボルマークの種類でも期待度が変化する（雪だるま×1<雪の結晶<雪だるま×2<ポラリス）。シンボルマークがハートならプレミアム。
アルバムがめくれると、3枚の写真がかかっている。普段は正面にアニメ系、右上に実写系リーチの写真があるが、2枚とも実写系ならばその時点で直接実写系リーチへの発展が確定する。もし右下の灰色塗りの写真がクローズアップすれば、初雪リーチかプレミアムリーチへ発展するため激アツ。
アルバムの写真にプレミアムリーチ発展の写真が貼ってあることがあり、その写真がクローズアップすればプレミアムリーチへと発展し確変大当たり確定となる。アルバムにプレミアムリーチの写真があっても、そこに発展せずに他の通常の実写系リーチへ発展することもある。
社会人・学生モード間の移行演出
変動中に樹氷ギミックが振動して画面がホワイトアウトすれば、社会人モード中なら学生モードへ、学生モード中なら社会人モードへ移行する。
社会人モードから学生モードへ移行した際の1回転目の変動は降雪リーチ以上のスーパーリーチへの発展が濃厚となる。
学生モードから社会人モードへ移行後の1回転目は、ノーマルリーチやガセで終わることが多い。
各モード間移行後1回転目に「おとつチャンス」が発生した場合は2R確変（入院・10年後再会モード）確定となる。

### マルシアンモード
ミニョンの勤務先、マルシアンを舞台とした特殊モード。通常変動中に扉が現れ、背景がマルシアンの事務所となり、キム次長が登場する。
マルシアンモード突入1回転目でリーチがかかれば大当たり確定となる。また扉が現れた後に突然アニメのミニョンが現れ、その後実写ムービーが流れればプレミアムで大当り確定。
ステップアップ予告
1. 「コンコン」とノックの音がする
2. 来訪者（ユジンorサンヒョクorチェリン）が事務所を訪れる。
3. 来訪者がミニョンの姿に気づく。（リーチ確定）
4. ミニョンが振り返り、挨拶する。（スーパーリーチ確定）

社会人・学生モード同様、来訪者の服、マフラーの色で信頼度が変わる。（白<赤<ゼブラ）
ステップ2で、来訪者が猫やネズミ、無人だった場合はガセとなる。登場するキャラが実写になれば期待度が大幅にアップする。
また、来訪者がサンヒョクまたはチェリンで、ステップ3まで進んだ場合は実写ムービーが流れ、スーパーリーチが確定するが、実写系リーチまで発展しない場合があるため過度の期待は禁物である。
キム次長の独り言
キム次長が独り言を発する。1言目のみの場合はガセが多いが、2言目をしゃべればリーチの期待度アップ。
携帯予告
キム次長の携帯の着信音が鳴り、チャンスボタンを押すと電話の内容が表示される。こちらも独り言同様ガセが多い。相手への受け答えのキム次長の表情とセリフの演出が細かくある。
群予告
マルシアンモードでは「キム次長群」が発生することがある。通常時のミニョン群同様、出現すれば期待度大幅アップとなる。また、「キム次長&チョンア群」が発生すれば大当たり確定のプレミアム。

### タロットモード
タロットモードは通常変動中突如移行する1回転限定モードである。発展した時点でアニメ系以上のスーパーリーチが確定する。
ユジンの上司であるチョンアがタロットカードで未来を占ってくれる。
画面の左右にタロットカードが表示され、左右キーでいずれかのカードを選び、カードの内容で期待度が変化する。
基本的には、連続すべり予告と複合する。
めくったカードの内容が「世界（World）」、「運命の輪（Wheel of Fortune）」、「正義（Justice）」なら激アツ。
他のモード同様、群予告が発生することがあるが、タロットモードでは「チョンア群」である。
タロットモード突入時、通常はチョンアの「占ってあげるわね」というセリフと共にアニメのチョンアが現れるが、ミニョンとチョンアの実写ムービーが流れればプレミアムで、確変大当り確定。

### 大雪モード
チャンス目成立・連続すべり予告を経由して突入する、期待度50%オーバーの一回転限定モード。
事実上、大雪モードの演出は擬似連続予告2回目からとなる（このモードでは、右図柄の"すべり"は発生しない）。
演出フロー
1. チャンス目成立、もしくは連続すべり予告で中図柄がスパークした後に、突如パキーンという音と共にメガポラリスがフラッシュし、大雪モードに移行（夜の並木道の背景となり、画面下に大雪中と表示される）。
2. 画面左からユジンが登場し、雪が降りしきる中チュンサンを探し回る。ユジンが画面右にはければ擬似連続予告継続。
3. ユジンがミニョン（学生編はチュンサン）を発見すれば、メガポラリスが発動し実写系SPリーチへ発展。

擬似連続予告が続くとユジンのマフラーの色が変化する（白→赤→ゼブラ→ゼブラ）。変動中に、ユジンの背後に雪だるまが出現すれば、擬似連続予告継続となる。２回目のゼブラ変動まで継続すれば大当たり確定。

## リーチアクション

### ノーマルリーチ
スーパーリーチや夜空リーチの発展をしなくて図柄が揃うことがあるが、期待度は一番低い。
ノーマルリーチで当たると確変大当り確定となる。

### 降雪リーチ・枯葉リーチ
ノーマルリーチハズレ後に、画面左側からユジンが歩いてきてユジンが夜空を見上げる。ポラリスギミックが光り、光ったポラリスの数だけリーチラインが増加する。リーチラインが多いほど期待度がアップする。また流れる流星の数でも期待度が変化する（1本<3本<流星群）。流れ星が出なければおとつチャンスの突入が期待できる。
ユジンが歩いてくる際のマフラーの色でも期待度が変化し、赤ならチャンスアップ、ゼブラ柄なら2R確変を含む大当たりが確定する。
画面が地上に戻った際に、画面右下に猫がいれば「おとつチャンス」に突入する。
リーチ突入時に、リーチラインが現れずにメガポラリスが発動すれば、初雪SPリーチ（雪だるまSPリーチ）に発展する。

### アニメ系リーチ

#### 社会人モード
降雪機リーチ
スキー場でミニョンを探すユジンを、降雪機でチェリンが邪魔をする。見事ミニョンに逢えれば大当たり。リーチの途中に飛んでくるマフラーの色で実写系リーチへの発展期待度が変わる（青<黄<赤）。マフラーの色がゼブラ柄なら大当たり確定。ハズレ後に降雪機から雪が噴き出せば、実写SPリーチへ発展する。
救出リーチ
ミニョンの上から木材が倒れて、ユジンが救出へ向かう。ミニョンを救出できれば大当たり。4番目に倒れてくる木材の種類で実写系リーチへの発展期待度が変わる（木材<丸太<ツリー）。木材の代わりにキリンが倒れてくれば大当たり確定。ハズレ後にユジンがタロットカードをつかめば、実写SPリーチへ発展する。
コンサートリーチ
コンサート会場でユジンがミニョンを追いかける。ミニョンがいれば大当たり。扉が開いて、キム次長の背後にある車の種類で実写系リーチへの発展期待度が変わる（軽トラ<セダン<4WD）。車の代わりにペンギンがいれば大当たり確定。ハズレ後に扉が閉まれば、実写SPリーチへ発展する。

#### 学生モード
バスリーチ
ユジンがチュンサンの乗るバスを追いかけ、無事止めることができれば大当たり。ハズれてもバスの扉が閉まれば実写系SPリーチへと発展する。排気ガスの色によって実写系発展率が異なる（白＜黒＜赤）。その時の色がレインボーなら大当たり確定となる。
塀のぼりリーチ
チュンサンを追いかけ、塀をのぼるユジンがゴリラ先生からの攻撃に耐えることができれば大当たり。ハズれても塀の破片が落下すれば実写系SPリーチへと発展する。先生の持つハンマーの色で実写系発展率が異なる（黒＜白＜金）。ハンマーがピコピコハンマーなら大当たり確定となる。

#### どこでもヨングク、チンスク
全てのアニメ系リーチ共通で、ユジンの同級生であるヨングクとチンスクが画面内に登場すれば期待度アップとなる。2人とも登場すれば、実写系リーチへの発展が確定する。ヨングク、チンスクが動物のコスプレをしていればプレミアム。

### 実写系リーチ
アルバム予告、またはアニメ系リーチ経由で発展する。アルバム経由で発展する際に、画面にカットインするアイテム・表情で期待度が変化する（ポラリス青<ポラリス赤<実写ユジン笑顔<実写ユジン泣き顔）。
実写系リーチスペシャルバージョン（SPリーチ）
実写系リーチに発展する際に、盤面右のメガポラリスが飛び出せば、実写スペシャルバージョンリーチとなり大当たり期待度が大幅にアップする。アニメ系リーチ経由で実写系に発展する場合は、必ずメガポラリスが回転する。
メガポラリスが回転する際に、ミニョンまたはチュンサンの顔がカットインするが、その際に喋るセリフが韓国語（「ユジンシー」または「ユジナー」）なら大当たり確定となっている。また、ミニョンまたはチュンサンの代わりにチェリンやサンヒョクなどがカットインする場合があり、その場合は各キャラが主役のプレミアリーチへと発展する。
SPリーチの際は、リーチの最終局面に画面のハートギミックが鼓動音と共に点滅する演出に変化する。
リーチ・再始動演出
大当たりすると、MyMemoryの「ヨモニー」のフレーズが流れ、雪だるまギミックがキスをして図柄が確定する。リーチ外れの場合は、画面が暗くなり社会人モードでは携帯電話が落下、学生モードでは雪だるまが崩れ、恋愛モード（確変）ではメガネが落下する。このとき、ミニョンまたはチュンサンの「ユジン」という声と共にメガポラリスが回転し再始動大当たりすることもある。このパターンで大当たりした場合、通常の大当たりよりも、確変期待度は高い。確変中このパターンで大当たりした場合は確変大当たりとなる。
リーチハズレ時に、落下するのが携帯電話や雪だるまや眼鏡ではなくポラリスのネックレスならば必ず再始動し、確変大当たり確定となっている。

#### 社会人モード
- 高校再会リーチ
- カメラリーチ
- 運命の再会リーチ
- 街角リーチ
- ロッジリーチ
- 涙の電話リーチ
- 空港リーチ
- 初雪リーチ（信頼度50%オーバー）

#### 学生モード
- 転校生リーチ
- 放送室リーチ
- 遭難リーチ
- 並木道リーチ
- 雪だるまリーチ（信頼度50%オーバー）

## 確変昇格演出
ファイナルチャンス
大当たり後の再抽選演出。「My memory」のBGMが流れ、図柄がスクロールする。昇格は図柄戻り、図柄すべり、図柄スルー、通常図柄で停止後にメガポラリスが回転して昇格するパターンなど様々である。スクロール中に全画面カットインが発生すれば確変昇格が確定する。
ポラリスチャンス
ファイナルチャンス時に、図柄がスクロールせずにポラリスチャンスに移行することがある。チャンスボタンを連打し、確変図柄が現れれば昇格となる。昇格期待度は通常のファイナルチャンスよりも高い。ボタンを押さずに無視すると、通常図柄のままでエンディングになってしまうが、内部的に確変状態に当選していればエンディング昇格が発生する。
エンディング昇格
チャンス図柄での大当たりラウンド終了後の次回予告後にメガポラリスが発動して逆転昇格することがある。またチャンス図柄での大当たり後、ラウンド中に玉抜き警告のセリフが登場キャラクターのものに変化すれば、エンディング昇格が確定する。ただし、この演出はエンディング昇格する全ての場合において発生するわけではない。エンディング昇格が発生するかどうかは、盤面右下の7セグにより判別が可能である。
以下の場合は、上記の昇格演出は発生しない。
- デートチャンス・冬ソナチャンスでの大当たり後
- 恋愛モード中、リーチ発展時にメガポラリス発動時の大当たり後
- プレミアムリーチでの大当たり後
- ポラリスボーナスでの大当たり後

## 大当たりラウンド
初回大当たりで第1話のダイジェスト版が観賞でき、連荘するごとに第2話、第3話と見ることができる。バイリンガル機能を搭載しており、1ラウンド中に台の左右キーを使って、ラウンド中の映像を日本語で鑑賞するか韓国語で鑑賞するかを選ぶことができる。連荘が終わると次回の大当たりはまた第1話からとなるが裏ボタンを使うことにより前回の話から継続して見ることもできる（詳しくは[裏ボタン]参照）。第21話は「不可能な家」でスペシャルエンディングストーリーとなっている。
5連荘以上大当たり中に通常大当たりを引くと、「新・決別ラウンド」、10連荘以上では「決別ラウンド」を鑑賞することもできる。

## 恋愛モード（高確率状態）
15R確変大当たり後に突入する。まれに通常・時短中の2R確変より移行することもある。背景は並木道の金色の背景となる。予告演出は通常時とほぼ同じであるが、ステップアップ予告は発生しない。連続すべり予告は、続いた回数が多いほど確変期待度がアップする。
恋愛モード中限定の演出で、実写系リーチ直前にメガポラリスが発動すると、その時点でリーチ図柄が確変図柄に変化する。その後リーチの最終局面の鼓動音演出の際に雪だるまギミックが作動し、チャンスボタンを押す演出に変化する。
恋愛モード中に、以下の演出が発生すれば確変大当たり確定。（プレミアム演出を除く）
- 実写系リーチハズレ後の再始動大当たり
- 群予告発生
- 黒アルバム出現
- 連続すべり予告5回
- ポラリスボーナス

以下の演出は当たれば確変大当たり確定。
- 名シーンカットイン予告
- タイトル予告
- 雪だるまステップアップ予告（レインボー）
- 樹氷ステップアップ予告（ステップ飛ばし）
- リーチ成立直後の全画面カットイン
- リーチ発展直前にメガポラリス発動
- デートチャンス

以下の演出は当たれば確変大当り濃厚だが、ミニョンとユジンの別れを推測させる内容など、内容によっては確変とならない場合がある。
- 赤ハングル予告
- 会話予告で二人とも赤会話
- 樹氷ステップアップ予告（金・ピンク・ゼブラ枠）

恋愛モード継続演出
図柄停止後、画面が砕けてムービーが流れ、恋愛モード継続演出が発生することがある。ムービーにはショートバージョンとロングバージョンがあり、それぞれ小当たり、2R確変当選時に発生するが、プレイヤーにとっては大した差異は生じない。

### 恋愛モード限定リーチ
発展先のリーチによって確変期待度が変化する。思い出しリーチは最も確変期待度が高い。
- 砂浜リーチ（確変期待度低）
- 雪遊びリーチ
- プロポーズリーチ
- 記憶探しリーチ
- 思い出しリーチ（確変期待度高）

## 突然確変

### ミニョンモード
電サポなし2R確変（潜伏確変）の可能性があるチャンスアップモード。社会人モード画面でミニョンが車から降り、夜空を眺めた際に流れ星が流れればミニョンモードに突入する。モード突入時にルーレットでストーリーを選択する。選択したストーリーによって、潜伏確変の期待度が変わる。モード中は終始ミニョンの映像が流れ、予告演出もミニョンモード専用の予告が追加されている。
ストーリー選択
ミニョンモード突入時に以下の選択肢から3つが表示され、チャンスボタンを押してルーレットを止める。その後に選択されたストーリーへと移行する。
- 揺れる心（潜伏確変期待度小）
- 追憶　　（潜伏確変期待度中）
- 運命の人（潜伏確変期待度大）
- 恋愛モード（選択できれば2R確変確定。後、恋愛モードに移行）

モード突入時に3つのストーリー選択肢が表示されるが、選択肢が期待度の高いストーリーに偏っていれば（「追憶」・「追憶」・「運命の人」など）潜伏確変のチャンスアップとなる。３つとも「運命の人」は潜伏確変またはポラリスボーナス確定。
ストーリー選択直後に、盤面右下のラウンド表示ランプによって潜伏確変または小当たりの判別が可能。小当たりの場合、平均20回転でミニョンモードは終了するが、内部的に高確率状態であればミニョンモードは終了しないため、通常背景に戻るまで打ち続ければ確変を取りこぼすことはない。
まれにストーリー選択時に、メガポラリスが発動し「ポラリスボーナス」（15R確変大当たり）が発生することがある。
また、そのまま地上に戻った際に画面にアニメの2人が登場し、クラクション音が鳴ると交通事故の実写ムービーが流れ緊急入院モードへ突入することがある。
ミニョンモード専用予告演出（着信予告）
ミニョンモード中は画面の左下に携帯電話が表示されており、これに着信が入りキャラクターが喋る。
かけてきた電話の相手で期待度が変化する（キム次長<サンヒョク・チェリン<ユジン）。
ユジンがウィンドウに出現した時点でリーチが確定する。また、電話をかけてきた相手にミニョンが答えればチャンスアップとなり、その際にウィンドウが大きくなれば更に期待度アップとなる。
ミニョンモード継続演出
ミニョンモード中に何らかの当たり（小当たりを含む）を引いた場合、画面がホワイトアウトし、「ミニョンモード継続」演出が発生することがある。この際、ルーレットの選択肢に「恋愛モード」が含まれることがある。これを選択できれば、恋愛モードに移行し、電サポ付きの高確率状態へ移行する（2R確変当選）。潜伏確変中にミニョンモード継続演出が発生し、ラウンド表示ランプで小当たりランプが点灯しても、高確率状態に小当たりを引いただけであり、高確率状態から転落することはない。

### 入院モード・10年後再会モード
電サポあり2R確変に当選すると、このモードに移行する。通常時・時短中のおとつチャンスから移行することが多い。社会人編では入院モードが、学生編では10年後再会モードが選ばれる。
予告演出は、会話ウィンドウ予告・ハングル予告が主な予告となる。会話予告で2人とも赤色セリフ、赤ハングル予告が発生すれば当たれば確変となる。新・連続すべり予告は、続けば続くほど確変の期待度がアップする。
入院モード限定で、画面下に心電図が現れる。心電図が小反応ならリーチ確定、反応が大きければ当たれば確変となる。また、心電図が「ピー」という音と共に反応しなくなれば大当り確定のプレミアム。
ファイナルチャンスはいずれもモード専用の演出となり、確変図柄でのリーチ後に大当りすればファイナルチャンス中にスペシャルムービーが流れる（実写系リーチ発展直前にメガポラリスが発動した場合は発生しない）。

## チャンスアクション

### おとつチャンス
降雪リーチ・枯葉リーチハズレ後に、画面右下に猫がいればおとつチャンスに突入する。降雪リーチ・枯葉リーチハズレ後、地上に戻った際に画面右下に猫が現れ、『CRぱちんこ必殺仕事人III』のキャラクターでもある「おとつ」が描かれたトラックが画面を横切り、ミニョンもしくはチュンサンが事故に遭うムービーが流れれば、入院モード・10年後再会モードに突入する。画面がホワイトアウトした際に猫がトラックの陰から飛び出してくると、トラックがブレーキをかけハズレとなる。
降雪リーチ・枯葉リーチ中に流れ星が流れなかった場合は高確率でおとつチャンスが発生する。流れ星が流れた場合、通常はおとつチャンスは発生しないが、もし発生すれば法則崩れとなり、入院・10年後再会モード突入確定となる。
時短中のおとつチャンス発生は、入院・10年後再会モード突入確定となる。降雪リーチ・枯葉リーチのトリプルリーチ後のおとつチャンスも入院・10年後再会モード突入確定となる。

### ムービーチャンス
「冬・ソ・ナ」や「ソ・ナ・タ」などのチャンス目で停止し、画面内に雪が降りしきる。左図柄と右図柄内のキャラクターが喋り、鼓動音演出後に中絵柄が飛び出せば、全回転リーチに発展し、確変大当たり確定となる。ムービーチャンス自体はそこそこ発生するが、中絵柄が飛び出せばプレミアム演出なだけに大当たり期待度は低くなっている。チャンス目に関してはプレミアムリーチ参照。

### 冬ソナチャンス
図柄がチャンス目で停止し、メガポラリス回転とともに中絵柄が回転してリーチがかかれば冬ソナチャンス。3つの実写SPリーチの選択肢が現れ、チャンスボタンでルーレットを止める。必ず確変図柄でリーチがかかるため、当たれば確変となる。一番期待度の高い上段の選択肢でルーレットが止まれば、大当たり期待度は高い。
上段の選択肢を狙って目押しすることも可能だが、ハズレ抽選の場合はすべることが多く、右下の期待度の低い選択肢が選ばれることが多い。
上段にプレミアムリーチがあると期待度が大幅アップし、上段に止めれば、大当り確定。上段と左下にプレミアムリーチがあると、どれを選んでも大当り確定となる。

### デートチャンス
恋愛モード中限定のチャンスアクション。大当り期待度は非常に高い。
チャンス目で停止し、中絵柄が回転してリーチがかかり、ミニョンがユジンをデートに誘う映像が流れる。その後デートマップが現れ、チャンスボタンで好きなデートの場所を選ぶことができる。デートの場所に「ホテル」・「ユジンの家」・「マルシアン」・「写真屋」・「学校」のうち1つでも出現すれば確変大当り確定となり、それらの選択肢を選ぶと、プレミアムリーチへと発展する。デートチャンス突入時に、リーチ図柄が確変図柄に変化するため、当たれば確変大当たりとなる。

## プレミアムリーチ
以下のプレミアムリーチが発生すれば、確変大当たり確定となる。突入契機はムービーチャンス経由、チャンスアクション経由など様々である。突入契機によって「全回転バージョン」と「実写系リーチバージョン」がある。前者は画面上で図柄が半透明になりながら回転していて、最終的に図柄が3つ揃った状態で画面に表示される形になる。後者は通常の実写系リーチと同様にリーチ図柄が表示され、最終的に図柄が3つ揃う形となる。
涙のユジン
チャンス目「冬・ソ・ナ」、アルバム演出（恋愛モード・入院モード・10年後再会モード時）、冬ソナチャンス（入院モード・10年後再会モード時）、デートチャンス（ホテル）
涙の女王
チャンス目「冬・ソ・ナ」、アルバム演出（恋愛モード・入院モード・10年後再会モード時）、冬ソナチャンス（入院モード・10年後再会モード時）、デートチャンス（ユジンの家）
悲しみのサンヒョク
チャンス目「ナ・冬・ソ」、アルバム演出（恋愛モード・入院モード・10年後再会モード・通常時）
嘆きのチェリン
チャンス目「ソ・タ・ナ」、アルバム演出（恋愛モード・入院モード・10年後再会モード・通常時）
もう一つの恋歌
チャンス目「2・4・タ」、アルバム演出（恋愛モード・入院モード・10年後再会モード・通常時）
真実の父親
チャンス目「1・ナ・5」、アルバム演出（恋愛モード・入院モード・10年後再会モード・通常時）
愛の記憶
アルバム演出（恋愛モード時）、冬ソナチャンス（入院モード・10年後再会モード時）、デートチャンス（写真屋）
微笑みの貴公子
チャンス目「ソ・ナ・タ」、冬ソナチャンス（通常時）、デートチャンス（マルシアン）
チュンサン名場面
チャンス目「ナ・7・7」「ナ・ナ・7」など全てチュンサン・ミニョン揃いから発展、アルバム演出（恋愛モード・入院モード中）、冬ソナチャンス（通常時）、デートチャンス（学校）
チャンス目経由の「涙のユジン」と「涙の女王」はどちらに発展するか、演出が発生するまでわからない。

## ギミック系当確演出

### P-フラッシュ予告
京楽定番の演出。特定の契機に突然「キュインキュインキュイン」という効果音と共にハンドル内で赤い光が回転しフラッシュすれば、確変大当たり確定となる。
P-フラッシュの発生契機は、以下の通り。
- 変動開始時（連続すべり予告中は、リーチがかかる変動時）
- チャンスボタンを使用する演出で、チャンスボタンを押した瞬間
- リーチ成立直後
- 実写系リーチハズレ後の再始動大当たり直前
- ファイナルチャンス時

### P-サイレン予告
本機より「キュイン」音が鳴ってもハンドルが光らない「P-サイレン」が搭載された。こちらは通常時は大当たり確定で、確変中は確変大当たり確定となっている。発生契機はP-フラッシュと同じである。P-サイレンでは、効果音が「キュイン」だけでなく、パトカーのサイレン音、ピストル音も存在する。

### ポラリスボーナス
特定の契機に突然メガポラリスが飛び出し、ポラリスボーナス（小当り+15R確変大当り同時当選）が発生することがある。ラウンド終了後は恋愛モードに突入する。
ポラリスボーナスの発生契機は、以下のとおり。
- ミニョンモードのストーリー選択時
- 恋愛モードのリーチ成立後
- チャンスタイム中の小当たりor2R演出時

## 裏ボタン
本機は多くの裏ボタン演出が用意されている。成功すれば大当りや確変昇格が確定するものなどがあるが、成功しなかったからといってハズレ・通常大当り確定ではない。
また以下の裏ボタンを使用することで大当りしやすくなったり、ハズレ抽選が大当りに変わることは絶対にない。
- 客待ちデモ画面中にチャンスボタンを押すと、ミニョンやチェリンのセリフ、MyMemoryの「ヨモニー」が聞こえる。
- 客待ちデモ画面中に台の「Enter」ボタンを押すと、その日の大当たり履歴が見られる（ミニョンモードも大当たり履歴に含まれるが、2R確変or小当たりの表記はされていない）。
- 冬ソナチャンス突入時、説明中にチャンスボタンを10回押し、3つの選択し全てがプレミアムリーチになれば確変大当り確定。
- おとつチャンス時、トラックがブレーキをかけた瞬間にチャンスボタンを1回押し、画面がホワイトアウトした際におとつの影が出現すれば入院・10年後再会モード突入確定（連打無効）。
- アルバム予告でアルバムが閉じている間にチャンスボタンを4回押し、メガポラリスが発動する際にミニョンのセリフが変化（「愛しています」「サランヘ」など）すれば確変大当り確定。
- 実写系リーチハズレ後、再始動直前にチャンスボタンを1回押し、ミニョンのセリフが韓国語（「ユジンシー」または「ユジナー」）に変化。（連打無効）
- 高確率中（入院・10年後再会・恋愛モード中）の実写系リーチスペシャルバージョン（メガポラリス発動時）時にチャンスボタンを連打し、リーチ最終局面の鼓動音がミニョンや『玉ちゃんファイト』の玉ちゃんのセリフに変化すれば確変大当り確定。
- ファイナルチャンスで、図柄が高速スクロールしている間チャンスボタンを連打し、メガポラリスがレインボーに光り回転すれば確変昇格確定。
- 確変大当たりラウンド終了後、雪だるまギミックがキスをした後にチャンスボタンを3～8回押すと、変動中BGMが変更できる（1度リーチがかかると通常変動音に戻る）。
  - 3回:P-MAN
  - 4回:グラディエーター
  - 5回:ジュラシックパーク
  - 6回:旧華王
  - 7回:イエローキャブ
  - 8回:黒ひげ危機一髪2

ラウンド中ストーリー継続方法
通常時での大当りラウンド開始時に以下の操作をすると前回の大当りラウンドストーリーの続きから鑑賞できる。
1. 「大当たり」と表示されている際にチャンスボタンを4回押す。
2. 「大当たり」と表示されている際に台枠の十字キーで「↑←←→↑↓」と入力。

前者は20話まで見ることができるが、最終話「不可能な家」を見ることはできない。後者のコマンドでストーリーを繋げば最終話まで見ることができる。

## ラウンド中BGM
大当りを重ねると、大当りラウンド中のBGMが変化する。プレミアムリーチでの大当り後もBGMが変化。
- 最初から今まで<韓国語Ver.>・・・大当り1～5回、最終話「不可能な家」
- My Memory<韓国語Ver.>・・・大当り6～10回
- 忘れないで<韓国語Ver.>・・・決別・新決別ラウンド、プレミアムリーチ「悲しみのサンヒョク」
- あなただけが<韓国語Ver.>・・・大当り11～15回、プレミアムリーチ「微笑みの貴公子」
- 離せない恋<韓国語Ver.>・・・プレミアムリーチ「涙の女王」「涙のユジン」「嘆きのチェリン」
- 恋人<Chinese Ver.>・・・プレミアムリーチ「もう一つの恋歌」「愛の記憶」
- スミレ・・・大当り16～20回
- My Memory<日本語Ver.>・・・大当り22回以降、プレミアムリーチ「チュンサン名場面」
- 最初から今まで<日本語Ver.>・・・大当り25回以降、プレミアムリーチ「真実の父親」

※連チャンでのBGM変化は正規連チャンの場合。裏ボタンでストーリー継続した場合は、大当り1回からのカウントとなる。

## その他
発売されたのは2008年4月であるが、前年のクリスマスからCM放映を開始し、発売時期に関して様々な憶測が飛び交った。結局、最速稼働日はペ・ヨンジュンの愛称「ヨン様」にちなんで4月4日となった。